# Catedral de Cristo Rey (Superior)
La catedral de Cristo Rey (en inglés: Cathedral of Christ the King) es la iglesia madre de la Diócesis de Superior en la localidad del mismo nombre en Wisconsin, Estados Unidos. Fue nombrada así en honor de Cristo Rey. El edificio está situado en el 1111 de la calle Belknap en Superior.
Cuando la diócesis de Superior se estableció en 1905 la iglesia del Sagrado Corazón, que se había establecido en la década de 1880, fue designado la pro-catedral.  Sagrado Corazón continuó en esta función hasta 1926.
El proyecto de construcción de la catedral fue anunciado en febrero de 1926 y comenzó el 23 de junio de 1926.  El obispo Joseph Pinten bendijo y colocó la primera piedra de la catedral de Cristo Rey el 24 de octubre de 1926. Al día siguiente se fue a asumir su nuevo nombramiento en Grand Rapids, Michigan. La construcción continuó en 1927. La ceremonia de dedicación de la catedral se celebró en la Navidad de 1927. 
La congregación para la parroquia de la catedral fue formada por la unión de las parroquias del Sagrado Corazón y San José.